# Coccoloba chiapensis
Coccoloba chiapensis là một loài thực vật có hoa trong họ Rau răm. Loài này được Standl. mô tả khoa học đầu tiên năm 1920.